# Antigenes
Antigenes is een kevergeslacht uit de familie van de boktorren (Cerambycidae). De wetenschappelijke naam van het geslacht werd voor het eerst geldig gepubliceerd in 1888 door Pascoe.

## Soorten
Antigenes is monotypisch en omvat slechts de volgende soort:
- Antigenes funebris Pascoe, 1888